# Ava Gardner
Ava Gardner (rodným jménem Ava Lavinia Gardner; 24. prosince 1922 Brogden– 25. ledna 1990, Londýn) byla americká filmová a televizní herečka. 

## Životopis

### Mládí
Narodila se na Štědrý den v roce 1922 na malé farmě poblíž Brogdenu v Severní Karolíně jako nejmladší ze sedmi dětí Jonase Bailey Gardnera a Molly Gardnerové (rodným jménem Bakerová). Její otec byl katolík s irskými i indiánskými předky a matka byla baptistka skotského původu. Její rodiče byli poměrně chudí a živili se pěstováním bavlny a tabáku. Brzy však rodina přišla o majetek, a otec byl donucen vzít práci na pile a matka začala pracovat jako kuchařka a hospodyně pro učitele z brogdenské školy. Když jí bylo 13 let, její otec zemřel na bronchitidu a rodina se rozhodla odejít do Newport News ve státě Virginie. Tam si její matka našla práci jako správcová ubytovny pro lodní dělníky, a Ava spolu s několika sourozenci začala studovat na střední škole Rock Ridge. V roce 1938 zde odmaturovala, a rok poté začala studovat na Atlantic Christian College ve Wilsonu.

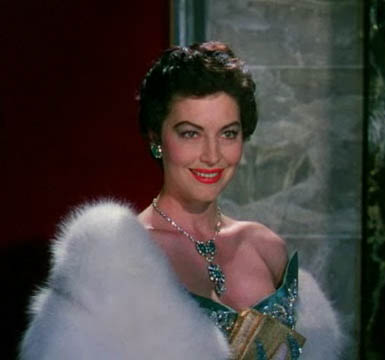
Ve filmu Bosonohá komtesa (1954)

### Začátek a vrchol kariéry
V roce 1941 se rozhodla navštívit svou sestru Beatrice v New Yorku, a při té příležitosti ji její švagr Larry Tarr (profesionální fotograf) pořídil několik fotek, které poté vystavil ve svém podniku. Díky těmto fotografiím byla Ava již v témže roce pozvána na zkoušky a byla jí nabídnuta smlouva s MGM. Kvůli tomu dokonce opustila vysokou školu a odešla spolu se sestrou do Hollywoodu. Než však začala hrát musela se nejprve učit na vystupovat, přednášet a musela se zbavit i svého jižanského přízvuku.
Brzy poté, co přicestovala do Los Angeles se zde seznámila s jiným začínajícím hercem – Mickey Rooneym a v lednu 1942 se vzali. I po 17 minirolích však tenkrát ještě neměla téměř žádné herecké zkušenosti a po větší roli v „béčkovém“ krimifilmu Whistle Stop (1946), ji studio MGM zapůjčilo studiu Universal, pro které natočila film Zabijáci (1946). Tento film znamenal zlom v její kariéře. Rázem se stala hvězdou i sex-symbolem.
V květnu 1943 se rozvedla a během 40. let udržovala vztah i s miliardářem, podnikatelem a producentem Howardem Hughesem, ale v říjnu 1945 se provdala za slavného jazzového hudebníka Artieho Shawa. Jejich manželství však probíhalo ještě hůře než to první a po roce se opět rozvedla.
Její kariéra šla stále nahoru. Za film Mogambo (1953) získala nominaci na Oscara v kategorii nejlepší herečka v hlavní roli. Neustále však řešila problémy i ve svém třetím manželství a navíc propadla alkoholismu.

### Závěr kariéry a pozdější léta
V roce 1957 se rozvedla i se svým třetím manželem Frankem Sinatrou a odstěhovala se do Španělska. I v zahraničí dál natáčela filmy a našla zálibu v býčích zápasech. Poslední větší roli si zahrála ve filmu Noc s leguánem (1964), a později natáčela už jen takzvaně „na kořist“. Kvůli daňovým potížím se odstěhovala do Londýna, kde také natočila pár filmů a v roce 1986 po dvou mrtvicích částečně ochrnula a byla upoutána na lůžko. Po letech kouření také trpěla emfyzémem a dušností a 25. ledna 1990 v 67 letech zemřela na zápal plic.
Americký filmový institut ji prohlásil za největší hvězdu všech dob.
Ava byla pohřbena v rodné Severní Karolíně v Smithfieldu vedle svých rodičů. Nedaleko odtud stojí i muzeum Avy Gardner, založené v roce 1996.

## Filmografie

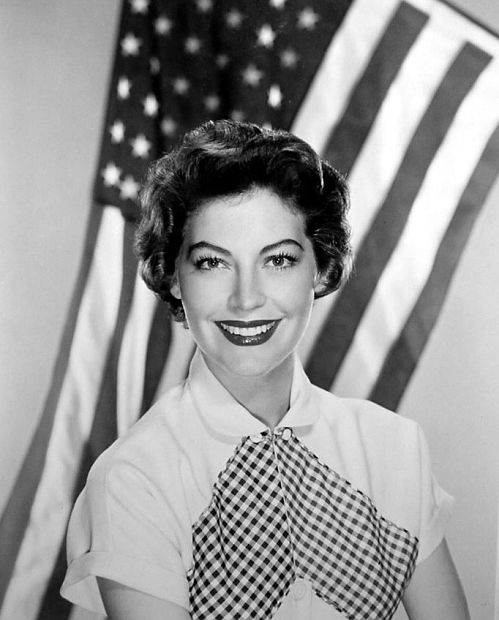
Na propagační fotografii z roku 1940

Filmografie podle filmových databází ČSFD a IMDb:

### Filmy
- 1941 H. M. Pulham, Esq. (režie King Vidor)
- 1942 We Were Dancing (režie Robert Z. Leonard)
- 1942 This Time for Keeps (režie Charles Reisner)
- 1942 Sunday Punch, (režie David Miller)
- 1942 Reunion in France (režie Jules Dassin)
- 1942 Kid Glove Killer (režie Fred Zinnemann)
- 1942 Joe Smith, American (režie Richard Thorpe)
- 1942 Calling Dr. Gillespie (režie Harold S. Budquet)
- 1943 Young Ideas (režie Jules Dassin)
- 1943 Swing Fever (režie Tim Whelan)
- 1943 Pilot #5 (režie George Sidney)
- 1943 Lost Angel (režie Roy Rowland)
- 1943 Hitler's Madman (režie Douglas Sirk)
- 1943 Ghosts on the Loose (režie William Beaudine)
- 1943 Du Barry Was a Lady (režie Roy Del Ruth)
- 1944 Three Men in White (režie Willis Goldbeck)
- 1944 Music for Millions (režie Henry Koster)
- 1944 Maisie Goes to Reno (režie Harry Beaumont)
- 1944 Dvě děvčátka a námořník (režie Richard Thorpe)
- 1944 Blonde Fever (režie Richard Whorf)
- 1945 She Went to the Races (režie Willis Goldbeck)
- 1946 Zabijáci (režie Robert Siodmak)
- 1946 Whistle Stop (režie Léonide Moguy)
- 1947 Trhovci (režie Jack Conway)
- 1947 Singapore (režie John Brahm)
- 1948 One Touch of Venus (režie William A. Seiter, Gregory La Cava)
- 1949 The Great Sinner (režie Robert Siodmak)
- 1949 The Bribe (režie Robert Z. Leonard)
- 1949 East Side, West Side (režie Mervyn leRoy)
- 1951 Show Boat (režie George Sidney)
- 1951 Pandora and the Flying Dutchman (režie Albert Lewin)
- 1951 My Forbidden Past (režie Robert Stevenson)
- 1952 Sněhy Kilimandžára (režie Henry King)
- 1952 Osamělá hvězda (režie Vincent Sherman)
- 1953 Ride, Vanquero! (režie John Farrow)
- 1953 Mogambo (režie John Ford)
- 1953 Konečně trhák! (režie Vincente Minnelli)
- 1953 Knights of the Round Table (režie Richard Thorpe)
- 1954 Bosonohá komtesa (režie Joseph L. Mankiewicz)
- 1956 Přestupní stanice Bhowani (režie George Cukor)
- 1956 Cesta kolem světa za 80 dní (režie Michael Anderson)
- 1957 The Sun Alao Rises (režie Henry King)
- 1957 The Little Hut (režie Mark Robson)
- 1959 Na břehu (režie Stanley Kramer)
- 1959 La maja desnuda (režie Henry Koster)
- 1960 Anděl chodil v červeném (režie Nunnally Johnson)
- 1963 55 dní v Pekingu (režie Guy Green, Andrew Marton, Nicholas Ray)
- 1964 Sedm květnových dní (režie John Frankenheimer)
- 1964 Noc s leguánem (režie John Huston)
- 1966 Bible (režie John Huston)
- 1968 Mayerling (režie Terence Young)
- 1970 Ballad of Tam Lin, The (režie Roddy McDowall)
- 1972 Život a doba soudce Roye Beana (režie John Huston)
- 1974 Zemětřesení (režie Mark Robson)
- 1975 Povolení zabíjet (režie Cyril Frankel)
- 1976 Přejezd Kassandra (režie George P. Cosmatos)
- 1976 Modrý pták (režie George Cukor)
- 1977 Sentinel (režie Michael Winner)
- 1979 Hořící město (režie Alvin Rakoff)
- 1980 Únos prezidenta (režie George Mandeluk)
- 1981 Velekněz lásky (režie Christopher Miles)
- 1982 Mrtví muži nenosí skotskou sukni (režie Carl Reiner)
- 1983 Regina Roma (režie Jean-Yves Prate)[3]
- 1985 Dlouhé horké léto (režie Stuart Cooper)
- 1986 Maggie (režie Waris Hussein)
- 1986 Harem (režie William Hale)

### Seriály (výběr)
- 1979 Knots Landing (režie David Jacobs)
- 1985 Léta Páně (režie Stuart Cooper)